# Karel Absolon

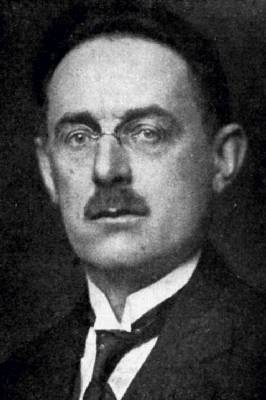
Karel Absolon

Karel Absolon (ur. 1887, zm. 1960) – czeski archeolog, badacz paleolitu.
W 1926 r. został profesorem Uniwersytetu Karola. Prowadził badania na Morawach, gdzie odkrył szereg stanowisk archeologicznych paleolitu, m.in. Dolní Věstonice i w jaskini Pekárna.